# Josef Czibulka
Josef Czibulka, též Josef Cibulka (13. října 1793 Boskovice – 16. listopadu 1868 Brno), byl rakouský soudce a politik německé národnosti z Moravy; poslanec Moravského zemského sněmu.

## Biografie
Pocházel z Boskovic. Působil nejprve jako úředník na magistrátu v Olomouci, později coby syndikus v Lipníku nad Bečvou. Byl též soudním úředníkem na panství ve Valašském Meziříčí, radou magistrátu v Brně a tamního krajského trestního soudu. Pak pracoval na různých postech na úrovni krajských soudů. Roku 1850 byl jmenován radou Vrchního zemského soudu v Brně. Je autorem několika publikací o dějinách moravských měst. Byl mu udělen Řád železné koruny III. třídy. S manželkou Annou měli dceru Josefu a Annu.
Zapojil se i do vysoké politiky. Už během revolučního roku 1848 byl v zemských volbách 1848 zvolen na Moravský zemský sněm, kde zastupoval kurii městskou, obvod Boskovice. Na sněmu požíval značného vlivu. V srpnu 1848 byl zvolen náměstkem sněmu (poté, co funkci nepřijal Egbert Belcredi). Vyjadřoval se i ke státoprávním otázkám. Odmítal české státní právo, pokud by mělo znamenat narušení moravské svébytnosti. Prohlásil, že Morava nikdy nebyla závislá na Čechách, ale vždy samosprávnou a pouze dynasticky s Čechami spojenou zemí. Podporoval jazykovou rovnoprávnost. Brünner Zeitung měly podle něj vycházet v obou zemských jazycích. Nepodpořil zrušení šlechtických titulů, pouze vyzval ke zrušení šlechtických výsad. Na sněmu rovněž navrhl, aby byl císař Ferdinand I. nazýván v oficiálních sněmovních dokumentech Ferdinandem Dobrotivým.
Do politiky se vrátil po obnovení ústavního systému vlády. V zemských volbách 1861 se opět stal poslancem Moravského zemského sněmu, za kurii městskou, obvod Boskovice, Jevíčko, Konice, Tišnov. Rezignoval roku 1866. Byl členem sedmého sněmovního oddělení pro kontrolu volebních listin. Nevyvíjel větší aktivitu. Patřil mezi nejstarší poslance. Opětovně odmítal státoprávní spojení Čech a Moravy a zastával myšlenku jazykové rovnosti. Na sněm usedl za německé liberály. Šlo o tzv. Ústavní stranu, která byla liberálně, centralisticky a provídeňsky orientovaná. V tomto smyslu se přihlásil k prohlášení z dubna 1861, ve kterém je požadován jednotný rakouský stát.
Zemřel v listopadu 1868.